# São João de Ovar
São João de Ovar ist eine portugiesische Gemeinde (Freguesia) im Concelho Ovar. 
Die Gemeinde schließt östlich an das Stadtgebiet von Ovar an und erstreckt sich auf das Gebiet östlich der Bahnstrecke Espinho–Aveiro.